# Ураніборг
Ураніборг (дан. Uranienborg, «замок Уранії») — історична обсерваторія Тихо Браге, яка працювала на острові Вен біля Копенгагена в кінці XVI століття. Тут Тихо Браге виконав безпрецедентні за точністю астрономічні спостереження, які потім допомогли Йоганну Кеплеру вивести його закони руху планет. Зараз територія обсерваторії частково реконструйована й використовується як музей.
Ураніборг був створений 1576 року на острові Вен, який зараз належить Швеції, але в той час був частиною Данії. Поруч з обсерваторією був збудований додатковий спостережний майданчик Стьєрнеборг. Браге винайшов багато точних астрономічних інструментів, які використовував для астрономічних досліджень в обсерваторії. Також в Ураніборзі проводились дослідження в галузі астрології, алхімії та метеорології.
Браге покинув Ураніборг у 1597 році, коли потрапив у немилість датського короля Крістіана IV. Він залишив країну, і установа була зруйнована в 1601 році після його смерті. Заміною Ураніборга стала відкрита в 1642 році Кругла вежа в Копенгагені. Відновлення території Ураніборга почалося в 1985 році.

## Історія

Карта розташування Ураніборга на острові Вен у книзі 1590 року

Острів Вен подарував Браге король Фредерік II, він же надавав фінансову підтримку під час будівництва обсерваторії. Будівля була присвячена Уранії, музі астрономії, і отримала назву Ураніборг, «Замок Уранії». Це була одна з останніх обсерваторій, побудованих до розробки телескопа, й одна з перших обсерваторій, повністю профінансованих державою з метою наукових досліджень.
Наріжний камінь був закладений 8 серпня 1576 року. Цегляна будівля з пісковику та вапняку була побудована з 1576 по 1580 рік у стилі фламандського ренесансу під керівництвом архітектора Ганса Стенвінкеля і скульптора Яна Грегора ван дер Схардта. Будинок і навколишні сади були спроєктовані за пропорціями, вказаними Тихо Браге. Можливо, він обирав ці пропорції на основі астрології, вірячи, що це дасть здоров'я мешканцям будинку. Ураніборг був надзвичайно дорогим проєктом, і, за оцінками, він обійшовся приблизно в 1 % усього державного бюджету.
Після втрати фінансової підтримки наступника Фрідріха II, Крістіана IV, Браге у 1597 році покинув Вен. Незабаром після смерті Браге обидві обсерваторії були знищені. Стьєрнеборг був об'єктом археологічних розкопок протягом 1950-х років, у результаті яких обсерваторію було відновлено. Зараз у Стьєрнеборзі проводяться мультимедійні шоу.

## Будівлі

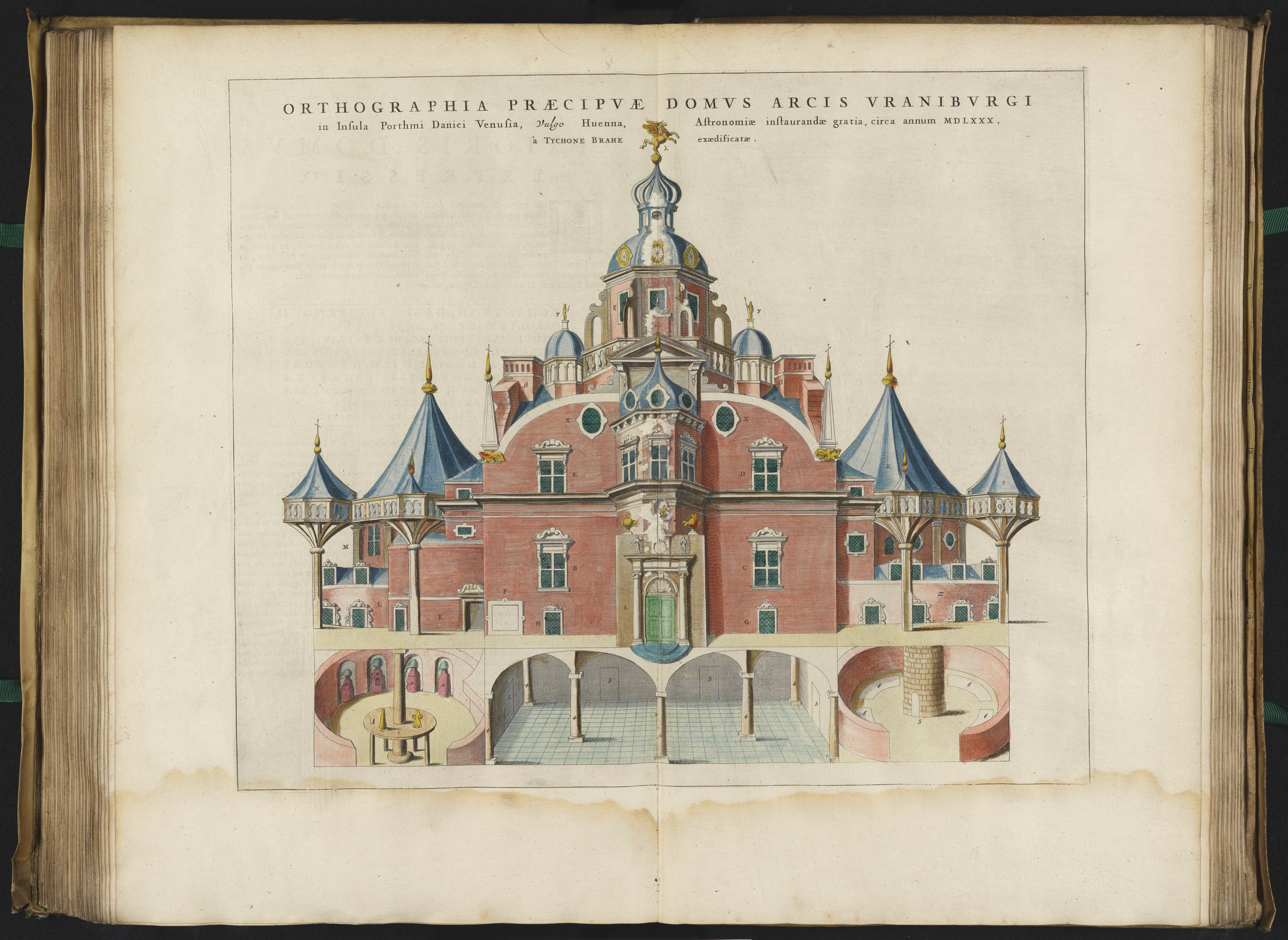
Головна будівля Ураніборга, зображена у «Великому атласі» Блау (1663)

Головна будівля Ураніборга була триповерховою, квадратною зі стороною близько 15 метрів, і була побудована переважно з червоної цегли. Дві напівкруглі вежі (на північній і південній сторонах будівлі), надавали їй дещо видовженої форми.
Перший поверх складався з чотирьох кімнат, одну з яких займали Браге та його сім'я, а три інших — приїжджі астрономи. У північній вежі розміщувалися кухні, а в південній — бібліотека. У цій бібліотеці та в особистому кабінеті Браге було викарбувано гасло «Non haberi sed esse», що можна приблизно перекласти з латини як «Сутність важливіша за сприйняття».
Другий поверх був поділений на три кімнати — дві однакових розмірів і одну більшу. Більша кімната була зарезервована для відвідувачів королівської фамілії. На цьому рівні в вежах розміщувалися основні астрономічні інструменти, доступ до яких був ззовні будівлі або через двері на другому поверсі. Балкони, які підтримувалися на дерев'яних стовпах, містили додаткові інструменти трохи далі від будівлі, надаючи їм ширший кут огляду.
Третій поверх, розташований під самим дахом, був поділений на вісім менших кімнат для студентів. Бокові вежі третього поверху не мали, на цьому рівні вже знаходились їхні дахи. Над третім поверхом у середині будівлі знаходилась центральна вежа, на яку з 3-го поверху вели гвинтові сходи.
Ураніборг також мав великий підвал. В одному його кінці розташовувалася алхімічна лабораторія, а в іншому — сховище для їжі, солі та палива. Ураніборг містив невелику тюремну кімнату на випадок бешкету місцевих мешканців чи гостей обсерваторії.

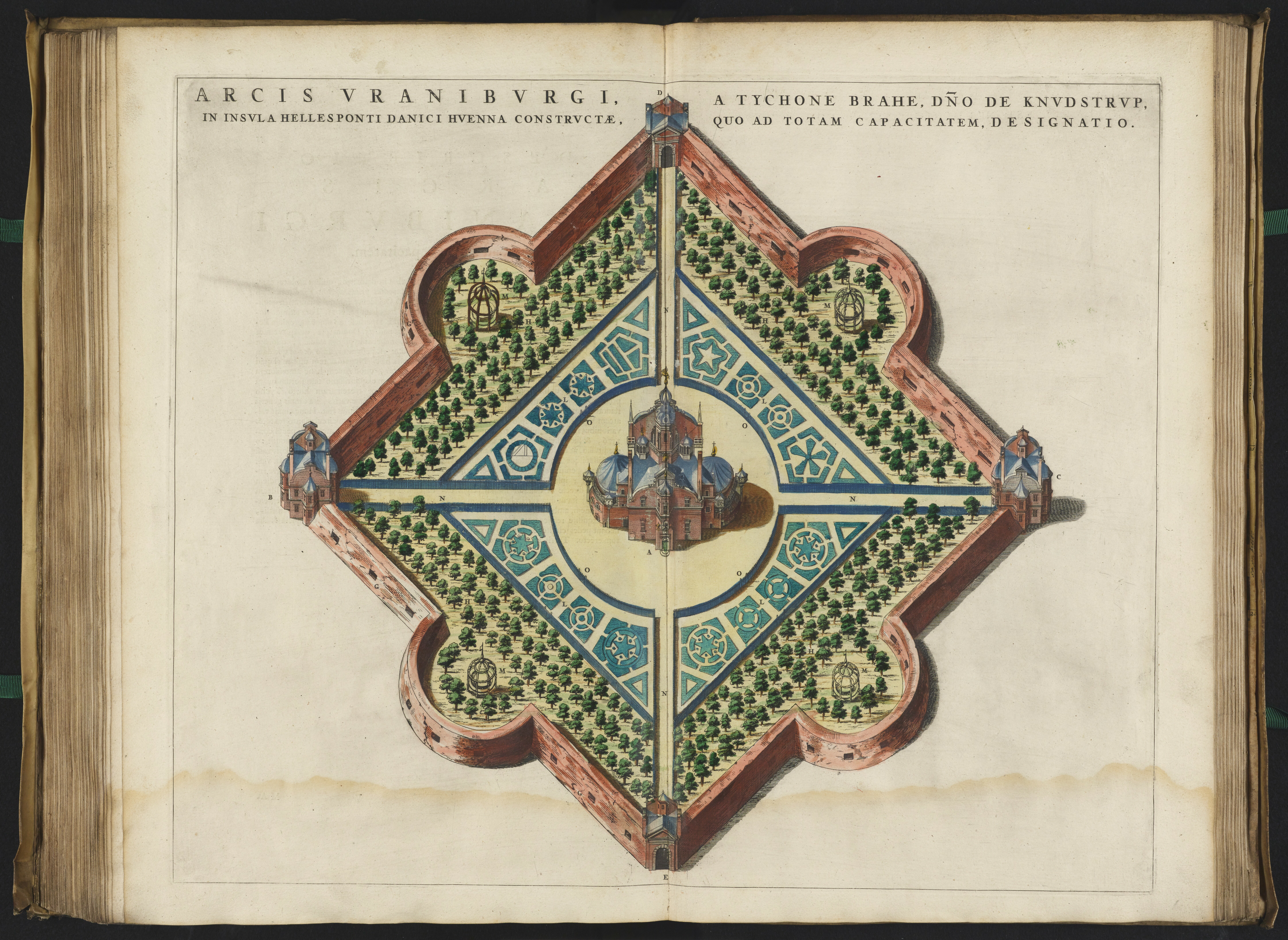
Схема саду Ураніборга у «Великому атласі» Блау (1663)

Планувалося оточити Ураніборг великою стіною довжиною 75 метрів і висотою 5,5 метрів, але її так і не побудували. Натомість був насипаний високий земляний насип, який зберігся дотепер і є єдиним залишком первісної обсерваторії. Ураніборг був розташований у самому центрі обмеженої насипом ділянки, а між його стінами й насипом простягався великий партерний сад. Сад виконував не тільки декоративну функцію, а ще й постачав трави для медичних експериментів Тихо Браге. Наразі сади створюються наново з використанням рослин, які були ідентифіковані в працях Браге, або чиє насіння було знайдене під час розкопок. В будівлях воріт знаходились друкарню та в'язниця.
Навколишня інфраструктура Ураніборга простягалася за стіни та включала систему ставків, течія води в яких приводила в дію папірню, жорна для помолу зерна та м'ялки для шкіри, що йшла на виготовлення палітурок книжок, які виготовлялись тут же на острові. В окремих будівлях розміщувались житлові приміщення для слуг і робітників та майстерні для виготовлення й ремонту інструментів.

## Прилади

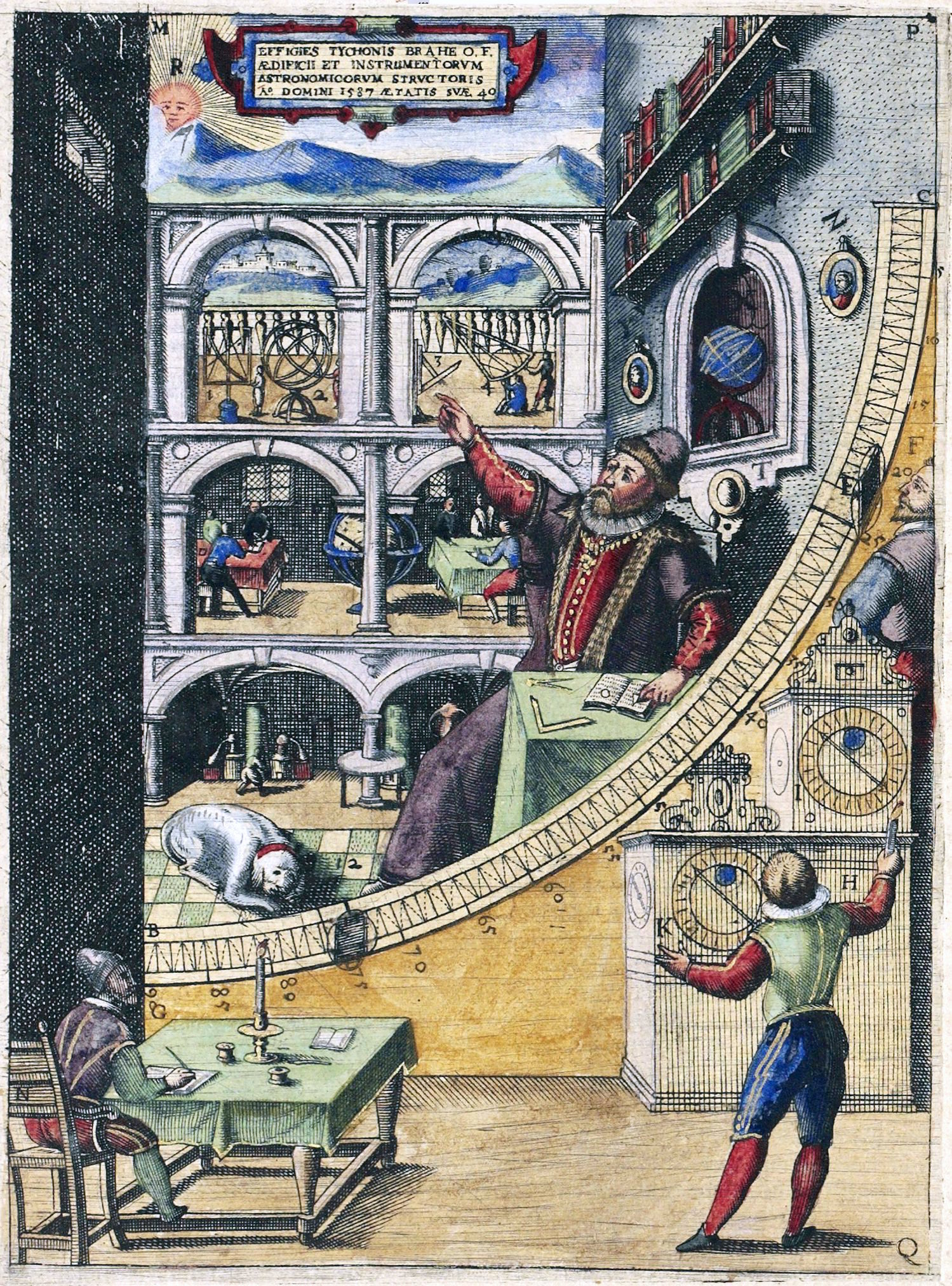
Гравюра настінного квадранта з книги Браге «Astronomiae instauratae mechanica» (1598)

В обсерваторії працювали не тільки вчені, але й ремісники, які створювали необхідні вченим інструменти. Тихо Браге використав новаторські методи астрономічних спостережень та розробляв нові інструменти для підвищення точності астрономічних вимірювань, намагаючись за їх допомогою підтвердити свою систему світу.
Одним із вцілілих інструментів Тихо Браге є латунний азимутальний квадрант, створений у 1576 році. Замість того, щоб використовувати деревину, як у попередніх моделях, Браге побудував прилад з металу, щоб збільшити його стабільність і, таким чином, підвищити точність вимірювань. Азимутальний квадрант був використаний для спостережень Великої комети 1577 року з точністю близько 50 кутових секунд. Браге також використовував високоякісні лінзи та оптичне обладнання в поєднанні з іншими інструментами, такими як секстанти та армілярні сфери. Щоб ще сильніше підвищити точність своїх вимірювань, він використовував екваторіальну систему координат замість зодіакальної.

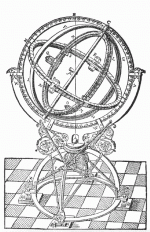
Армілярна сфера Тихо Браге 1581 року

У 1580 році Браге створив Великий глобус, — порожню дерев'яну сферу, покриту латунними пластинами, — щоб відмічати на ньому спостережувані ним зорі та планети. До 1595 року на глобусі було викарбувано понад 1000 зір. 777 з них були відмічені протягом всього часу перебування Браге в Ураніборзі, а останні 223 — безпосередньо перед його від'їздом. Браге і його помічники також протягом двох десятиліть вимірювали рух планет.
У 1582 році Браге створив трикутний секстант. Цей пристрій мав діаметр близько 3,2 метрів і був стаціонарно закріплений на одному місці, на відміну від менших пересувних приладів.
У 1585 році Браге створив ще більший інструмент під назвою Великий екваторіальний армілярій, який дозволив йому вимірювати положення планет і зір. Цей пристрій забезпечував високу стабільність результатів спостережень і навіть дозволяв компенсувати атмосферну рефракцію. Браге використовував цей пристрій в 1587 році, намагаючись визначити паралакс Марса, який він раніше безуспішно пробував виміряти в 1582, 1583 і 1585 роках, але не мав для цього належної технології. У ретроспективі вчені визначили, що Браге не міг дійти значущого висновку через помилки в широко використовуваних таблицях заломлення тієї епохи, однак вимірювання, проведені Великим екваторіальним армілярієм у поєднанні з іншими його інструментами, забезпечили безпрецедентну точність результатів і розрахунків Тихо Браге.
Крім того, сам спосіб встановлення інструментів був інноваційним для свого часу та відіграв важливу роль у точності багатьох інструментів. Наприклад, стінний квадрант, зроблений з металу та каменю, був повністю стаціонарним, що дозволило підвищити точність вимірювань. Менші інструменти, чутливіші до змін погоди, також були закріплені на місці, в заглибленнях у землі, щоб забезпечити більший захист від вітру. Обсерваторія також була спроєктована таким чином, щоб будь-які відкриті інструменти на верхніх рівнях веж були добре захищені від погодних умов.

## Дослідження
Ураніборг використовувався для досліджень з астрономії, метеорології, астрології та алхімії. Протягом часу існування Ураніборга в ньому працювали понад тридцять різних помічників Тихо Браге, також його відвідували багато монарших осіб та відомих дослідників, зокрема Мартін Цайлер, Ніколас Раймерс, Ерік Ланге та Девід Вундерер. Дані Тихо Браге сягали точності близько кутової хвилини, що в десять разів перевершувало точність його попередників.

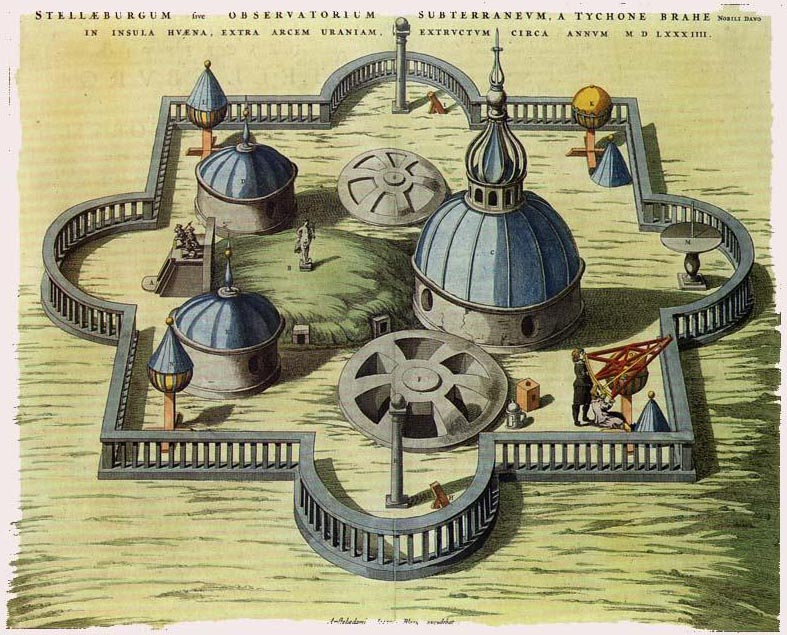
Стьєрнеборг у книзі 1662 року

Незабаром після будівництва виявилося, що прилади, встановлені на вежі, занадто легко пересуваються вітром, і Браге взявся за будівництво більш придатного місця для спостереження. Результатом став Стьєрнеборг («зоряний замок»), побудований повністю на рівні землі та призначена виключно для спостережень. Основне планування було схоже на Ураніборг, його також оточувала стіна, хоча огороджена територія була набагато меншою. Всі інструменти були розміщені під землею й закриті розсувними віконницями або обертовими куполами. Дослідження, проведені в Стьєрнеборзі, були аналогічними роботам, проведеним в Ураніборзі, але їхні записи зберігалися окремо, щоб можна було використовувати спостереження, зроблені в двох окремих обсерваторіях, для перевірки їхньої точності. Тихо розпочав роботу зі з'єднання Стьєрнеборга з хімічною лабораторією під Ураніборгом, але тунель так і не був завершений.
Відстежуючи комету 1577 року, Браге помітив неточності розташування зір як у системі Птолемея, так і в системі Коперника. Відтоді він шукав кращу небесну карту. Використовуючи як математику, так і спостереження з Ураніборга, Тихо Браге в 1588 році представив свою першу небесну модель, тихонічну систему. У системі Браге Земля була нерухома, Місяць і Сонце оберталися навколо неї, а Меркурій, Венера, Марс, Юпітер і Сатурн оберталися навколо Сонця. Навколо них знаходилось крайнє коло, де оберталися зорі. Пауль Віттіх відвідав Ураніборг протягом кількох місяців у 1580 році та допоміг Браге у створенні його системи. Браге також досліджував метеорологію для короля Данії Фрідріха II, хоча й не вказував свого імені в публікаціях.

Це перевидання карти Філіппа Екебрехта базується на розрахунках Кеплера, заснованих на даних Тихо Браге. Центр карти знаходиться на меридіані Ураніборга.

У часи роботи Ураніборга астрономія та астрологія вважалися пов'язаними між собою та з іншими галузями наук. Рушійною силою Браге для досліджень в Ураніборзі було бажання зробити астрологію емпіричною наукою та позбавити її «помилок і забобонів». Браге та його численні помічники визначали положення зір, планет та інших небесних тіл з безпрецедентною точністю. Браге відкрито ділився своїми відкриттями в галузі астрономії та метеорології, але не ділився своєю роботою в алхімії. Підземна лабораторія Браге була сконструйована таким чином, щоб сонячне світло потрапляло в неї протягом усього дня. У ній були встановлені печі, щоб Браге міг працювати навіть у найхолодніші місяці.
Браге не публікував результати своїх досліджень, але іноді дозволяв іншим дослідникам ними користуватись. Наприклад, Браге дозволив користатись своїми результатами Арнольду ван Лангрену та Віллему Янсзону Блау, видатним голландським виробникам глобусів. Зібрання спостережних результатів Тихо Браге та його помічників було вперше опубліковано Йоганном Кеплером аж у 1627 році. На смертному одрі в 1601 році Браге закликав Кеплера опублікувати його таблиці руху Марса, використавши тихонічну модель для їх пояснення. Хоча Кеплер дійсно опублікував таблиці, як просив Браге, він скористався ними для обґрунтування копернікової геоцентричної моделі. У своїй публікації Кеплер ввів еліптичні орбіти, усунувши застаріле припущення про ідеально колові орбіти, артефакт арістотелівської космічної системи.
У 1671 році руїни Ураніборга відвідав французький астроном Жан Пікар. Він виміряв довготу та широту Ураніборга, щоб допомогти астрономам порівнювати свої дослідження зі спостереженнями Тихо.

## Реставрація

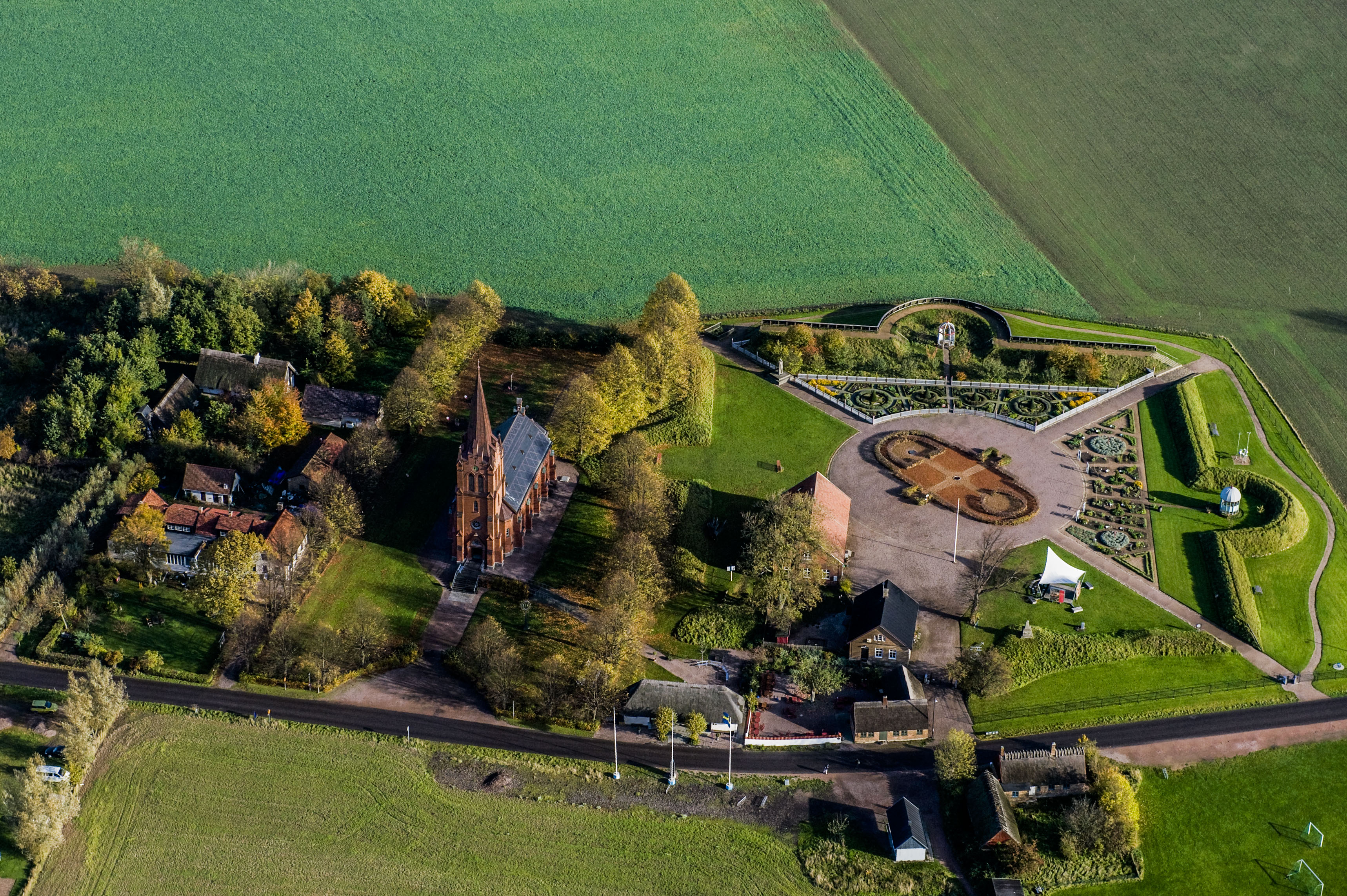
Сучасний вид з повітря

У 1950-х роках розкопки виявили частини оригінальної структури Ураніборга і структуру підземної лабораторії Стьєрнеборг, яка була призначена для захисту приладів Браге від атмосферного впливу. Незабаром після розкопок були реконструйовані зовнішні стіни оригінального палацу. У 1980-х роках було зроблено пропозицію розпочати реконструкцію всього комплексу. Відновлення навколишніх садів почалося в 1985 році з метою відтворити саду XVI століття. Археологічні дослідження рослинного матеріалу були проведені Шведським університетом сільськогосподарських наук і Департаментом культури Ландскруни, щоб визначити тип рослин та місце їх розташування.
Пізніше, у 1992 році, був створений план реконструкції приблизно однієї чверті валу. Нова ділянка тепер включає відреставровану частину оригінального саду Тихо Браге з рослинами та травами. У центрі павільйону також розмістили фруктовий сад. Відремонтовані споруди Ураніборг і Стьєрнеборг були включені до Музею Тихо Браге. На території також знаходяться руїни паперової фабрики та копія озера, яке давало енергію лабораторії палацу за часів Тихо Браге. До музею можна дістатися на човні як зі Швеції, так і з Данії.